# Christina Aguilera (album)
Christina Aguilera là album phòng thu đầu tay mang chính tên của ca sĩ kiêm sáng tác nhạc người Mỹ Christina Aguilera, phát hành ngày 24 tháng 8 năm 1999 bởi RCA Records. Sau khi được Disney lựa chọn để thu âm bài hát chủ đề của bộ phim năm 1998 Mulan "Reflection", RCA Records ký hợp đồng thu âm với Aguilera và muốn cô sớm thực hiện album đầu tay để đáp ứng sự mong đợi của công chúng lúc bấy giờ. Hãng đĩa dự định ra mắt tác phẩm vào tháng 1 năm 1999, nhưng kế hoạch đã bị dời lại. Christina Aguilera là một bản thu âm dance-pop và teen pop kết hợp với âm hưởng từ bubblegum pop, R&B, soul và hip hop, đã thu hút nhiều sự so sánh với những tác phẩm đầu tay của Tiffany, Whitney Houston và Mariah Carey. Aguilera hợp tác với nhiều nhà sản xuất khác nhau, bao gồm Johan Åberg, David Frank, Ron Fair, Guy Roche, Robin Thicke, Matthew Wilder và Aaron Zigman. Nội dung ca từ của album đề cập đến sự chủ động trong tình yêu và khát khao bộc lộ bản thân.
Sau khi phát hành, Christina Aguilera đa phần nhận được những phản ứng tích cực từ các nhà phê bình âm nhạc, trong đó họ đánh giá cao giọng hát và kỹ thuật thanh nhạc của Aguilera. Album nhận được ba đề cử giải Grammy trong hai năm liên tiếp, và giúp cô chiến thắng hạng mục Nghệ sĩ mới xuất sắc nhất tại lễ trao giải thường niên lần thứ 42. Đĩa nhạc cũng gặt hái những thành công lớn về mặt thương mại khi lọt vào top 10 ở nhiều quốc gia, bao gồm những thị trường lớn như Canada, New Zealand, Tây Ban Nha và Thụy Sĩ. Christina Aguilera ra mắt ở vị trí số một trên bảng xếp hạng Billboard 200 tại Hoa Kỳ với 252,800 bản, trở thành album quán quân đầu tiên của nữ ca sĩ và sau đó được chứng nhận chín đĩa Bạch kim bởi Hiệp hội Công nghiệp Ghi âm Hoa Kỳ (RIAA). Tính đến nay, đĩa nhạc đã bán được hơn 14 triệu bản trên toàn thế giới, trở thành tác phẩm bán chạy nhất sự nghiệp của Aguilera và là một trong những album của nghệ sĩ nữ bán chạy nhất lịch sử.
Bốn đĩa đơn đã được phát hành từ Christina Aguilera, với ba đĩa đơn đạt vị trí số một trên bảng xếp hạng Billboard Hot 100: "Genie in a Bottle", "What a Girl Wants" và "Come On Over Baby (All I Want Is You)". "Genie in a Bottle" cũng đứng đầu các bảng xếp hạng ở hơn 21 quốc gia, trong khi hai đĩa đơn đầu tiên đều nhận được đề cử giải Grammy cho Trình diễn giọng pop nữ xuất sắc nhất. Đĩa đơn thứ ba "I Turn to You" vươn đến top 3 tại Hoa Kỳ, đồng thời "What a Girl Wants" và "Come On Over Baby (All I Want Is You)" cũng tiếp nhận những thành tích đáng kể trên toàn cầu. Để quảng bá album, Aguilera trình diễn trên nhiều chương trình truyền hình và lễ trao giải lớn, như The Rosie O'Donnell Show, Total Request Live, giải thưởng Âm nhạc Mỹ năm 2000 và giải Video âm nhạc của MTV năm 2000, cũng như thực hiện chuyến lưu diễn Christina Aguilera in Concert (2000-01) với 82 đêm diễn và đi qua ba châu lục. Năm 2012, Christina Aguilera lọt vào danh sách 200 Album Tiêu biểu trong Đại sảnh Danh vọng Rock and Roll.

## Danh sách bài hát
| Christina Aguilera – Phiên bản tiêu chuẩn | Christina Aguilera – Phiên bản tiêu chuẩn | Christina Aguilera – Phiên bản tiêu chuẩn | Christina Aguilera – Phiên bản tiêu chuẩn | Christina Aguilera – Phiên bản tiêu chuẩn |
| STT                                       | Nhan đề                                   | Sáng tác                                  | Sản xuất                                  | Thời lượng                                |
| ----------------------------------------- | ----------------------------------------- | ----------------------------------------- | ----------------------------------------- | ----------------------------------------- |
| 1.                                        | "Genie in a Bottle"                       | Steve Kipner David Frank Pamela Sheyne    | Frank Kipner                              | 3:36                                      |
| 2.                                        | "What a Girl Wants"                       | Shelly Peiken Guy Roche                   | Roche                                     | 3:52                                      |
| 3.                                        | "I Turn to You"                           | Diane Warren                              | Roche                                     | 4:33                                      |
| 4.                                        | "So Emotional"                            | Franne Golde Tom Snow                     | Ron Harris                                | 4:00                                      |
| 5.                                        | "Come On Over (All I Want Is You)"        | Paul Rein Johan Aberg                     | Aaron Zigman Rein Aberg                   | 3:09                                      |
| 6.                                        | ""Reflection"                             | Matthew Wilder David Zippel               | Wilder                                    | 3:33                                      |
| 7.                                        | "Love for All Seasons"                    | Carl Sturken Evan Rogers                  | Rogers Sturken                            | 3:59                                      |
| 8.                                        | "Somebody's Somebody"                     | Warren                                    | Khris Kellow                              | 5:02                                      |
| 9.                                        | "When You Put Your Hands on Me"           | Robin Thicke James Gass                   | Thicke Pro J.                             | 3:35                                      |
| 10.                                       | "Blessed"                                 | Travon Potts Brock Walsh                  | Potts                                     | 3:05                                      |
| 11.                                       | "Love Will Find a Way"                    | Sturken Rogers                            | Rogers Sturken                            | 3:55                                      |
| 12.                                       | "Obvious"                                 | Heather Holley                            | Robert Hoffman                            | 4:00                                      |
| Tổng thời lượng:                          | Tổng thời lượng:                          | Tổng thời lượng:                          | Tổng thời lượng:                          | 46:27                                     |

| Christina Aguilera – Phiên bản tái phát hành đầu tiên | Christina Aguilera – Phiên bản tái phát hành đầu tiên | Christina Aguilera – Phiên bản tái phát hành đầu tiên | Christina Aguilera – Phiên bản tái phát hành đầu tiên | Christina Aguilera – Phiên bản tái phát hành đầu tiên |
| STT                                                   | Nhan đề                                               | Sáng tác                                              | Sản xuất                                              | Thời lượng                                            |
| ----------------------------------------------------- | ----------------------------------------------------- | ----------------------------------------------------- | ----------------------------------------------------- | ----------------------------------------------------- |
| 2.                                                    | "What a Girl Wants" (bản video)                       | Shelly Peiken Guy Roche                               | Roche                                                 | 3:35                                                  |
| Tổng thời lượng:                                      | Tổng thời lượng:                                      | Tổng thời lượng:                                      | Tổng thời lượng:                                      | 46:26                                                 |

| Christina Aguilera – Phiên bản tái phát hành thứ hai, 2000 | Christina Aguilera – Phiên bản tái phát hành thứ hai, 2000 | Christina Aguilera – Phiên bản tái phát hành thứ hai, 2000                         | Christina Aguilera – Phiên bản tái phát hành thứ hai, 2000 | Christina Aguilera – Phiên bản tái phát hành thứ hai, 2000 |
| STT                                                        | Nhan đề                                                    | Sáng tác                                                                           | Sản xuất                                                   | Thời lượng                                                 |
| ---------------------------------------------------------- | ---------------------------------------------------------- | ---------------------------------------------------------------------------------- | ---------------------------------------------------------- | ---------------------------------------------------------- |
| 5.                                                         | "Come On Over Baby (All I Want Is You)" (bản radio)        | Rein Aberg Aguilera Ron Fair Chaka Blackmon Raymond Cham Eric Dawkins Peiken Roche | Fair Celebrity Status                                      | 3:23                                                       |
| Tổng thời lượng:                                           | Tổng thời lượng:                                           | Tổng thời lượng:                                                                   | Tổng thời lượng:                                           | 46:40                                                      |

| Christina Aguilera – Phiên bản đặc biệt tại Ba Lan (bản nhạc bổ sung) | Christina Aguilera – Phiên bản đặc biệt tại Ba Lan (bản nhạc bổ sung) | Christina Aguilera – Phiên bản đặc biệt tại Ba Lan (bản nhạc bổ sung) |
| STT                                                                   | Nhan đề                                                               | Thời lượng                                                            |
| --------------------------------------------------------------------- | --------------------------------------------------------------------- | --------------------------------------------------------------------- |
| 13.                                                                   | "What a Girl Wants" (D.U.I. Mix)                                      | 3:27                                                                  |

| Christina Aguilera – Phiên bản tại Tây Ban Nha và Mỹ Latinh (bản nhạc bổ sung) | Christina Aguilera – Phiên bản tại Tây Ban Nha và Mỹ Latinh (bản nhạc bổ sung) | Christina Aguilera – Phiên bản tại Tây Ban Nha và Mỹ Latinh (bản nhạc bổ sung) | Christina Aguilera – Phiên bản tại Tây Ban Nha và Mỹ Latinh (bản nhạc bổ sung) | Christina Aguilera – Phiên bản tại Tây Ban Nha và Mỹ Latinh (bản nhạc bổ sung) |
| STT                                                                            | Nhan đề                                                                        | Sáng tác                                                                       | Sản xuất                                                                       | Thời lượng                                                                     |
| ------------------------------------------------------------------------------ | ------------------------------------------------------------------------------ | ------------------------------------------------------------------------------ | ------------------------------------------------------------------------------ | ------------------------------------------------------------------------------ |
| 13.                                                                            | "Genio Atrapado"                                                               | Rudy Pérez Frank Kipner Sheyne                                                 | Pérez Frank Kipner                                                             | 3:36                                                                           |
| Tổng thời lượng:                                                               | Tổng thời lượng:                                                               | Tổng thời lượng:                                                               | Tổng thời lượng:                                                               | 50:03                                                                          |

| Christina Aguilera – Phiên bản tại Brazil (bản nhạc bổ sung) | Christina Aguilera – Phiên bản tại Brazil (bản nhạc bổ sung) | Christina Aguilera – Phiên bản tại Brazil (bản nhạc bổ sung) |
| STT                                                          | Nhan đề                                                      | Thời lượng                                                   |
| ------------------------------------------------------------ | ------------------------------------------------------------ | ------------------------------------------------------------ |
| 14.                                                          | "What a Girl Wants" (Smooth Mix)                             | 3:27                                                         |
| Tổng thời lượng:                                             | Tổng thời lượng:                                             | 53:30                                                        |

| Christina Aguilera – Phiên bản tại Nhật Bản (bản nhạc bổ sung) | Christina Aguilera – Phiên bản tại Nhật Bản (bản nhạc bổ sung) | Christina Aguilera – Phiên bản tại Nhật Bản (bản nhạc bổ sung) | Christina Aguilera – Phiên bản tại Nhật Bản (bản nhạc bổ sung) | Christina Aguilera – Phiên bản tại Nhật Bản (bản nhạc bổ sung) |
| STT                                                            | Nhan đề                                                        | Sáng tác                                                       | Sản xuất                                                       | Thời lượng                                                     |
| -------------------------------------------------------------- | -------------------------------------------------------------- | -------------------------------------------------------------- | -------------------------------------------------------------- | -------------------------------------------------------------- |
| 13.                                                            | "We're a Miracle"                                              | Todd Chapman Zippel Christina Aguilera                         | Chapman                                                        | 4:11                                                           |
| 14.                                                            | "Don't Make Me Love You"                                       | Chapman Peiken                                                 | Chapman                                                        | 3:53                                                           |
| Tổng thời lượng:                                               | Tổng thời lượng:                                               | Tổng thời lượng:                                               | Tổng thời lượng:                                               | 54:31                                                          |

| Christina Aguilera – Phiên bản Remix Plus tại Nhật Bản (bản nhạc bổ sung) | Christina Aguilera – Phiên bản Remix Plus tại Nhật Bản (bản nhạc bổ sung) | Christina Aguilera – Phiên bản Remix Plus tại Nhật Bản (bản nhạc bổ sung) |
| STT                                                                       | Nhan đề                                                                   | Thời lượng                                                                |
| ------------------------------------------------------------------------- | ------------------------------------------------------------------------- | ------------------------------------------------------------------------- |
| 15.                                                                       | "Genie in a Bottle" (Flavio vs. Mad Boris Mix)                            | 6:31                                                                      |
| 16.                                                                       | "What a Girl Wants" (Eddie Arroyo Dance Radio Edit)                       | 4:05                                                                      |
| 17.                                                                       | "I Turn to You" (Thunderpuss Remix)                                       | 4:21                                                                      |
| 18.                                                                       | "Genio Atrapado" (Remix)                                                  | 4:38                                                                      |
| 19.                                                                       | "Come On Over Baby (All I Want Is You)" (bản radio)                       | 3:23                                                                      |
| Tổng thời lượng:                                                          | Tổng thời lượng:                                                          | 77:29                                                                     |

| Christina Aguilera – Phiên bản đặc biệt (đĩa kèm theo) | Christina Aguilera – Phiên bản đặc biệt (đĩa kèm theo) | Christina Aguilera – Phiên bản đặc biệt (đĩa kèm theo) |
| STT                                                    | Nhan đề                                                | Thời lượng                                             |
| ------------------------------------------------------ | ------------------------------------------------------ | ------------------------------------------------------ |
| 1.                                                     | "Genie in a Bottle" (Flavio vs. Mad Boris Remix)       | 6:31                                                   |
| 2.                                                     | "What a Girl Wants" (Eddie Arroyo Dance Radio Edit)    | 4:05                                                   |
| 3.                                                     | "I Turn to You" (Thunderpuss Remix)                    | 4:21                                                   |
| 4.                                                     | "Genio Atrapado" (Remix)                               | 4:38                                                   |
| 5.                                                     | "Don't Make Me Love You"                               | 3:39                                                   |
| 6.                                                     | "Come On Over Baby (All I Want Is You)" (bản radio)    | 3:23                                                   |
| Tổng thời lượng:                                       | Tổng thời lượng:                                       | 26:37                                                  |

## Xếp hạng
| Bảng xếp hạng (1999–2001)                | Vị trí cao nhất |
| ---------------------------------------- | --------------- |
| Album Úc (ARIA)                          | 21              |
| Album Úc Dance (ARIA)                    | 8               |
| Album Áo (Ö3 Austria)                    | 15              |
| Album Bỉ (Ultratop Vlaanderen)           | 19              |
| Album Canada (Billboard)                 | 1               |
| Album Canada (RPM)                       | 2               |
| Album Hà Lan (Album Top 100)             | 21              |
| Album Châu Âu (Music & Media)            | 28              |
| Album Phần Lan (Suomen virallinen lista) | 36              |
| Album Pháp (SNEP)                        | 44              |
| Album Đức (Offizielle Top 100)           | 13              |
| Album Nhật Bản (Oricon)                  | 20              |
| Album Mexico (AMPROFON)                  | 13              |
| Album New Zealand (RMNZ)                 | 5               |
| Album Na Uy (VG-lista)                   | 28              |
| Album Ba Lan (ZPAV)                      | 37              |
| Album Quebec (ADISQ)                     | 5               |
| Album Scotland (OCC)                     | 40              |
| Album Nam Phi (RISA)                     | 4               |
| Album Tây Ban Nha (PROMUSICAE)           | 9               |
| Album Thụy Điển (Sverigetopplistan)      | 60              |
| Album Thụy Sĩ (Schweizer Hitparade)      | 5               |
| Album Anh Quốc (OCC)                     | 14              |
| Album Hoa Kỳ Billboard 200               | 1               |

| Bảng xếp hạng (1999)             | Vị trí |
| -------------------------------- | ------ |
| Album Canada (RPM)               | 26     |
| Hoa Kỳ Billboard 200             | 39     |
| Bảng xếp hạng (2000)             | Vị trí |
| Album Úc (ARIA)                  | 44     |
| Album Bỉ (Ultratop Flanders)     | 96     |
| Album Canada (Nielsen SoundScan) | 17     |
| Album New Zealand (RMNZ)         | 25     |
| Album Hàn Quốc Quốc tế (MIAK)    | 20     |
| Album Anh Quốc (OCC)             | 88     |
| Hoa Kỳ Billboard 200             | 8      |
| Bảng xếp hạng (2001)             | Vị trí |
| Hoa Kỳ Billboard 200             | 96     |

| Bảng xếp hạng (2000–2009) | Vị trí |
| ------------------------- | ------ |
| Hoa Kỳ Billboard 200      | 23     |

| Bảng xếp hạng             | Vị trí |
| ------------------------- | ------ |
| Hoa Kỳ Billboard 200      | 199    |
| Hoa Kỳ Billboard 200 (Nữ) | 53     |

## Chứng nhận
| Quốc gia | Chứng nhận  | Số đơn vị/doanh số chứng nhận |
| --- | ----------- | ----------------------------- |
| Úc (ARIA) | Bạch kim    | 70.000^                       |
| Brasil (Pro-Música Brasil) | Vàng        | 100.000‡                      |
| Canada (Music Canada) | 6× Bạch kim | 600.000^                      |
| Ý (FIMI) | —           | 100,000                       |
| Nhật Bản (RIAJ) | Bạch kim    | 200.000^                      |
| México (AMPROFON) | Bạch kim    | 150.000‡                      |
| Hà Lan (NVPI) | Vàng        | 50.000^                       |
| New Zealand (RMNZ) | Bạch kim    | 15.000^                       |
| Hàn Quốc (KMCA) | —           | 200,000                       |
| Tây Ban Nha (PROMUSICAE) | Bạch kim    | 100.000^                      |
| Thụy Sĩ (IFPI) | Vàng        | 25.000^                       |
| Anh Quốc (BPI) | Bạch kim    | 300.000^                      |
| Hoa Kỳ (RIAA) | 9× Bạch kim | 9,235,000                     |
| Tổng hợp |             |                               |
| Châu Âu (IFPI) | Bạch kim    | 1.000.000*                    |
| Toàn cầu | —           | 14,000,000                    |
| * Chứng nhận dựa theo doanh số tiêu thụ. ^ Chứng nhận dựa theo doanh số nhập hàng. ‡ Chứng nhận dựa theo doanh số tiêu thụ và phát trực tuyến. |             |                               |

## Lịch sử phát hành
| Khu vực        | Ngày              | Phiên bản      | Định dạng                                 | Hãng đĩa   | Ct.           |
| -------------- | ----------------- | -------------- | ----------------------------------------- | ---------- | ------------- |
| Hoa Kỳ         | 24 tháng 8, 1999  | Tiêu chuẩn     | Cassette CD                               | RCA        | [ 69 ] [ 70 ] |
| Đức            | 20 tháng 9, 1999  | Tiêu chuẩn     | CD                                        | BMG        | [ 71 ]        |
| Nhật Bản       | 22 tháng 9, 1999  | Tiêu chuẩn     | CD                                        | BMG        | [ 22 ] [ 72 ] |
| Vương quốc Anh | 18 tháng 10, 1999 | Tiêu chuẩn     | Cassette CD                               | BMG        | [ 73 ]        |
| Úc             | 16 tháng 10, 2000 | Đặc biệt       | CD kép                                    | BMG        | [ 74 ]        |
| Nhật Bản       | 25 tháng 10, 2000 | Remix Plus     | CD                                        | BMG        | [ 75 ]        |
| Pháp           | 29 tháng 1, 2001  | Đặc biệt       | CD kép                                    | BMG        | [ 76 ]        |
| Hoa Kỳ         | 21 tháng 9, 2017  | Tiêu chuẩn     | Đĩa than (hồng)                           | Legacy     | [ 77 ]        |
| Hoa Kỳ         | 25 tháng 5, 2018  | Tiêu chuẩn     | Đĩa than (không màu)                      | Legacy     | [ 78 ]        |
| Hoa Kỳ         | 23 tháng 8, 2019  | Kỷ niệm 20 năm | Đĩa than (Độc quyền tại Urban Outfitters) | RCA Legacy | [ 79 ]        |
| Nhiều          | 23 tháng 8, 2019  | Đặc biệt       | Tải nhạc số streaming                     | RCA Legacy | [ 80 ]        |
| Nhiều          | 4 tháng 10, 2019  | Kỷ niệm 20 năm | Cassette đĩa hình                         | RCA Legacy | [ 80 ] [ 81 ] |